# Romuald Ntsitsigui
Romuald Ntsitsigui Ewouta (ur. 8 kwietnia 1991 w Moandzie) – gaboński piłkarz występujący na pozycji napastnika w klubie AS Mangasport. W latach 2011–2018 reprezentant kraju.

## Kariera klubowa
W latach 2011–2016 grał w drużynie AS Mangasport. W sezonach 2013/2014 i 2015 sięgnął z Mangasport po mistrzostwo kraju.
19 sierpnia 2016 przeszedł do KF Tirana. W klubie ze stolicy Albanii zadebiutował 7 września 2016 w zremisowanym 0:0 meczu z Teutą Durrës. W 82. minucie zmienił Erjona Vuçaja. W sezonie 2016/2017 zdobył z klubem puchar kraju. Łącznie zagrał w 9 meczach (6 ligowych), nie strzelił żadnej bramki.
1 stycznia 2018 wrócił do Mangasport. W 2018 roku po raz trzeci w swojej karierze został mistrzem Gabonu.

## Kariera reprezentacyjna
W reprezentacji Gabonu zadebiutował 10 sierpnia 2011 w zremisowanym 1:1 meczu przeciwko reprezentacji Gwinei. Na boisku pojawił się w 88. minucie za Lévy'ego Madindę. Łącznie w kadrze rozegrał 17 spotkań. 
Znalazł się w drużynie na Letnie Igrzyska Olimpijskie 2012, w których nie zagrał w żadnym meczu.

## Statystyki

### Klubowe
Stan na 14 czerwca 2021
| Sezon   | Klub          | Kraj    | Rozgrywki            | Mecze | Gole |
| ------- | ------------- | ------- | -------------------- | ----- | ---- |
| 2011/12 | AS Mangasport | Gabon   | Championnat National | ?     | ?    |
| 2012/13 | AS Mangasport | Gabon   | Championnat National | ?     | ?    |
| 2013/14 | AS Mangasport | Gabon   | Championnat National | ?     | ?    |
| 2015    | AS Mangasport | Gabon   | Championnat National | ?     | ?    |
| 2015/16 | AS Mangasport | Gabon   | Championnat National | ?     | ?    |
| 2016/17 | KF Tirana     | Albania | Kategoria Superiore  | 6     | 0    |
| 2018    | AS Mangasport | Gabon   | Championnat National | ?     | ?    |
| 2019    | AS Mangasport | Gabon   | Championnat National | ?     | ?    |
| 2020    | AS Mangasport | Gabon   | Championnat National | ?     | ?    |
| 2021    | AS Mangasport | Gabon   | Championnat National | ?     | ?    |

## Sukcesy

### Klubowe
Stan na 14 czerwca 2021
- Gabon Championnat National D1 – 3x, z AS Mangasport, sezony 2013/2014, 2015 i 2018
- Puchar Albanii – 1x, z Tiraną, sezon 2016/2017